# Poona

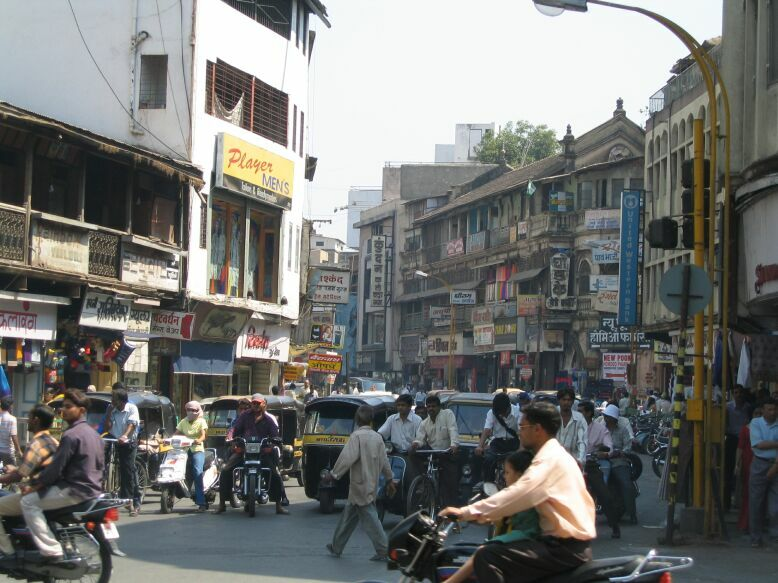
Carrer a Pune-Appa Balwant Chowk, Peth Area.

Pune (pronunciat puɳe, marathi पुणे), anteriorment escrit en anglès com Poona (el nom oficial fins al 1978), també Punawadi o Punya-Nagari és la vuitena ciutat de l'Índia i la segona de Maharashtra a la confluència del riu Mula amb el riu Mutha, capital del districte de Pune. La primera notícia de la ciutat és de l'any 937 en una taula de coure rashtrakuta amb el nom de Punya-Vishaya o Punak Vishaya, i el nom deriva de Pune (deformació anglesa Poona) del sàsncrit Punya Nagara (Ciutat de la Virtut). Al segle xiii s'esmenta com a Kasbe Pune o Punavadi. La seva situació és a 18° 28′ 25″ N, 73° 47′ 52″ E / 18.47361°N,73.79778°E. Consta al cens del 2011 amb una població de 3.115.431 i l'aglomeràció urbana supera els cinc milions d'habitants. Ha estat classificada com "la ciutat més habitable de l'Índia" diverses vegades. Juntament amb l'àrea de la corporació municipal de PCMC, PMC i les tres ciutats cantonades de Camp, Khadki i Dehu Road, Pune forma el cor urbà de la regió metropolitana homònima de Poona (PMR).
Situada a 560 m sobre el nivell del mar a l'altiplà de Deccan, a la riba dreta del riu Mutha, Poona és també la seu administrativa del districte de Pune.
Al segle xviii, la ciutat va ser la seu dels Peshwas, els primers ministres de l'Imperi Maratha, i un dels centres polítics més importants del subcontinent indi. Anteriorment, la ciutat també estava governada pel Sultanat d'Ahmednagar, els mogols i la dinastia Adil Shahi. Les fites històriques inclouen el Lal Mahal, el temple Kasba Ganapati i Shaniwar Wada. Els principals esdeveniments històrics que involucren la ciutat inclouen les guerres mogol-maratha i les guerres anglomaratha.
Poona és àmpliament considerat com el segon centre informàtic més important i el centre de fabricació de l'automòbil més important de l'Índia. Pandit Jawaharlal Nehru, durant una visita a la ciutat a finals dels anys 50, va quedar molt impressionat amb les nombroses institucions educatives d'alta qualitat de Poona i ell va donar a la ciutat el sobrenom de "l'Oxford de l'Est".
Savitribai Phule va iniciar la primera escola de noies de l'Índia dirigida de manera autòctona a Pune. La ciutat s'ha convertit en un important centre educatiu mundial en les últimes dècades, amb gairebé la meitat del nombre total d'estudiants internacionals del país estudiant a Pune. Els instituts de recerca de tecnologia de la informació, educació superior, ciències de la gestió i formació avançada atrauen estudiants i professionals de l'Índia i l'estranger.

## Geografia

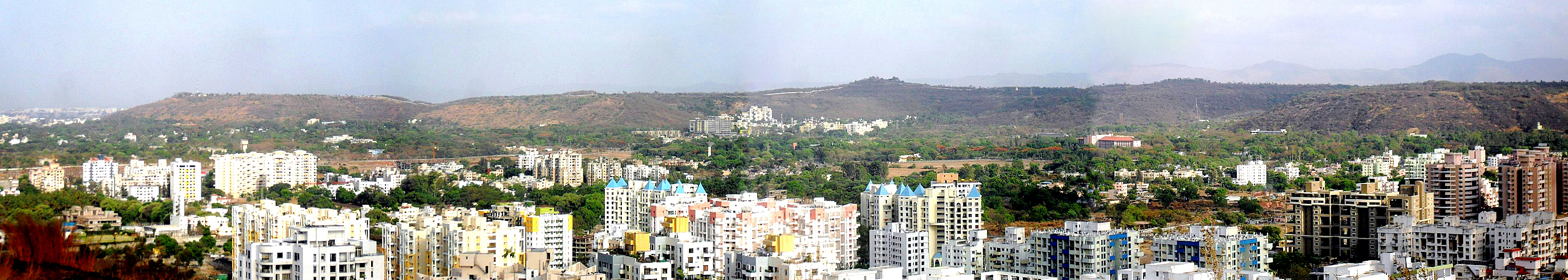
Panorama des de Vetal Hill, un pujol prominent a Poona.

Poona se situa aproximadament a 18° 32" de latitud nord i a 73° 51" de longitud aquest. L'àrea total de la ciutat és 15.642 km². Per carretera Poona és a 1173 km al sud de Delhi, 734 km al nord de Bangalore, 570 km al nord-oest d'Hyderabad i 149 km al sud-est de Bombai.
Poona es troba en el marge occidental de l'altiplà de Deccan, a una altitud de 560 m sobre el nivell de la mar. Es troba en el costat sotavent de la serralada de Ghats Occidentals, que constitueix una barrera des de la Mar d'Aràbia. És una ciutat, amb Vetal Hill elevant-se a 800 m sobre el nivell del mar. El fort de Sinhagad es troba a una altitud de 1.300 metres.
L'antiga ciutat de Poona està en la confluència dels rius Mula i Mutha. El Pavana, afluent del riu Mula i del riu Indrayani, afluent del riu Bhima, travessa els barris del nord-oest de Poona.
La ciutat moderna de Poona té molts barris diferents. Entre ells s'inclouen els nombrosos draps de l'antiga ciutat en la riba oriental del riu Mutha, les zones de Khadki i el campament establert pels britànics, i nombrosos suburbis. El creixement industrial en les zones de Pimpri, Chinchwad, Akurdi, Nigdi i voltants va permetre a aquestes zones incorporar una nova corporació municipal de govern.
La ràpida industrialització des del decenni de 1960 ha donat lloc a una gran afluència de persones a la ciutat. L'oferta d'habitatges no ha seguit el ritme de la demanda, la qual cosa ha provocat un augment del nombre d'habitatges en barris marginals.
Aproximadament el 36% de la població viu en 486 zones marginals. D'ells, el 45% de les llars de barris marginals no compten amb instal·lacions de vàters interiors i el 10% no tenen electricitat. Un terç dels barris de tuguris estan en terres de propietat mixta. Les condicions de vida en els barris de tuguris varien considerablement, depenent de la seva situació (formal/informal) i en quina mesura les organitzacions no governamentals (ONG), les organitzacions comunitàries (OSC) i les agències governamentals participen i es comprometen a millorar les condicions de vida locals.
Des dels anys noranta s'han desenvolupat a Poona diverses ciutats integrades i urbanitzacions tancades, com Magarpatta, Nanded city, Amanora, Blue Ridge, Life Republic i Lavasa. També ofereixen oportunitats de negoci i accés a les infraestructures. Segons el PMC, existien sis municipis amb fins a 15.000 habitatges a Poona el 2012 i altres 25 estaven en procés de planificació.
El rànquing Mercer 2017 Quality of Living va avaluar les condicions de vida en més de 440 ciutats de tot el món i va classificar a Poona en el lloc 145, el segon més alt a l'Índia després d'Hyderabad, en el 144.
La mateixa font destaca Poona com un dels centres empresarials en evolució i com una de les nou ciutats emergents de tot el món amb la cita "Hosts IT and automotive companies". L'informe de 2017 Annual Survey of India's City-Systems (ASICS), publicat pel Centre Janaagraha per a la Ciutadania i la Democràcia, va considerar Poona com el millor govern de 23 ciutats principals.

## Clima

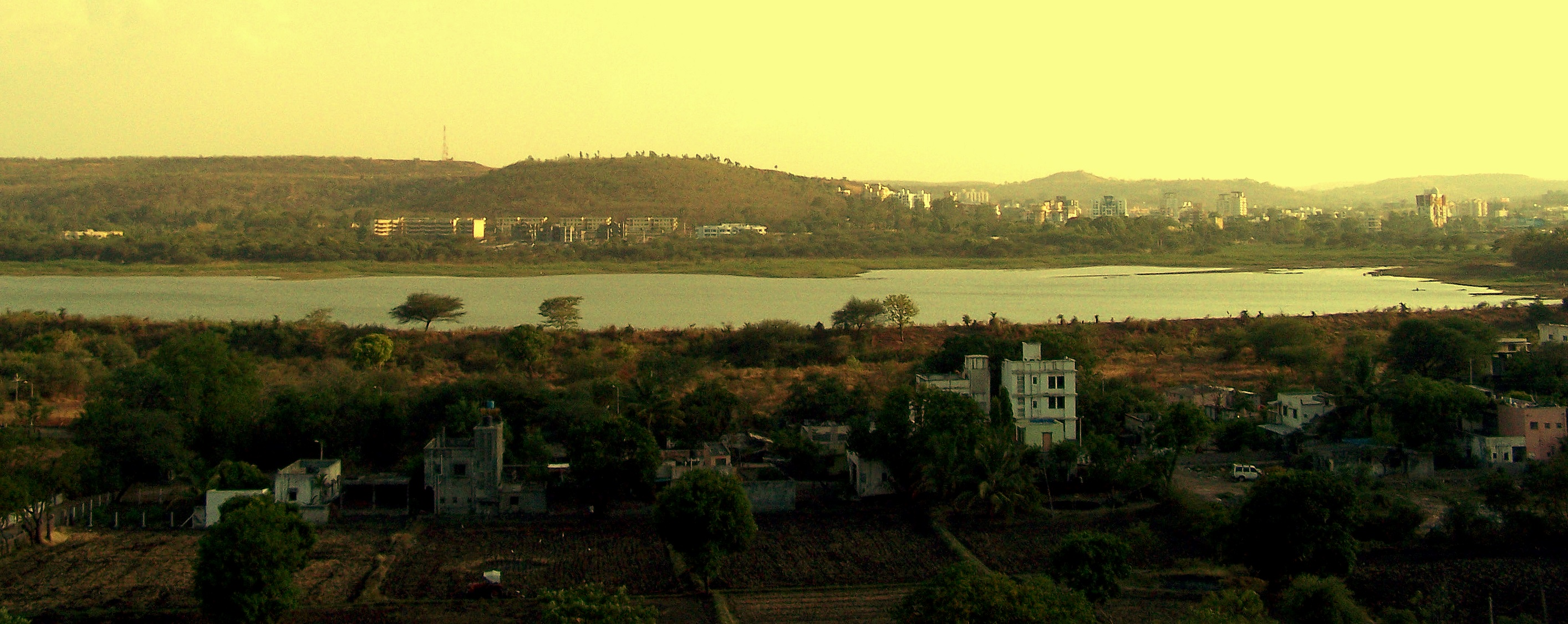
Llac artificial Pashan

## Història

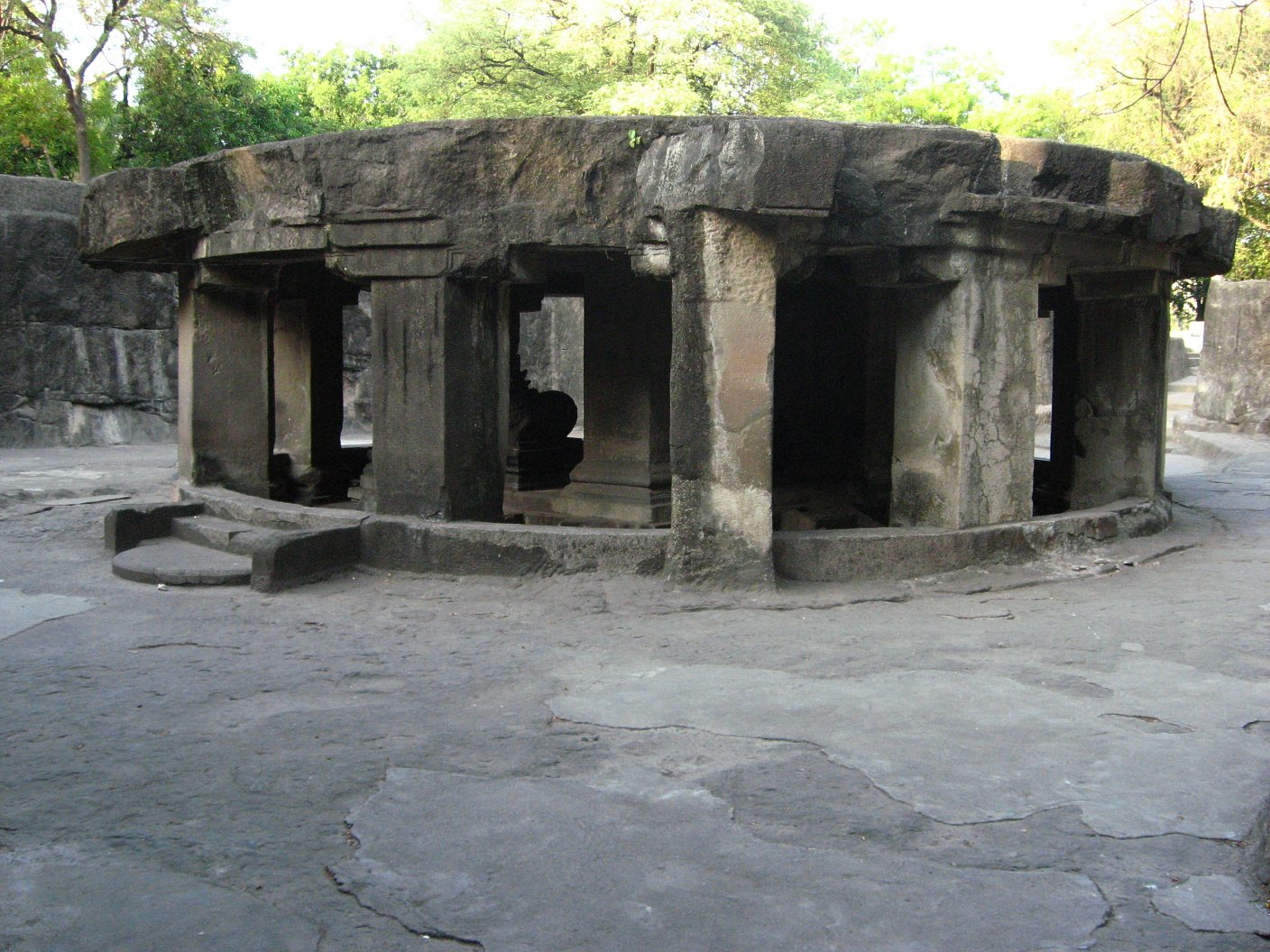
Cove i temple de Pataleshwar

El 1625, Shahji Bhonsle va nomenar Rango Bapuji Dhadphale (Sar Deshpande) com a administrador de Poona i fou un dels grans desenvolupadors de la ciutat on va construir els peths de Kasba, Somwar, Ravivar i Shaniwar. El 1630 la ciutat fou destruïda en una inclusió del sultà de Bijapur i altre cop entre 1636 i 1647; llavors Dadoji Kondev, un altre administrador militar de Shahji, va dirigir el desenvolupament i construcció a la zona, va estabilitzar el sistema de recaptació i va establir un sistema efectiu per arranjar les disputes i la situació de llei i orde. Va iniciar la construcció del palau Lal Mahal on es va traslladar el fill de Shaji, Shivaji, amb la seva mare Jijabai, que fou acabat el 1640.Jijabai va construir el temple Kasba Ganapati amb la deïtat tutelar de la ciutat. Shivaji fou coronat chhatrapati el 1674 i en endavant va dirigir el desenvolupament de la ciutat amb la construcció dels peths de Guruwar, Somwar, Ganesh i Ghorpade.

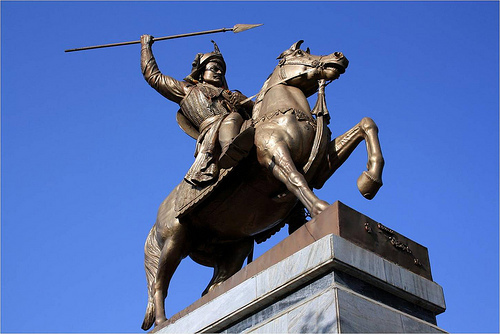
Bajirao I

Baji Rao I va esdevenir peshwa de l'imperi maratha durant el regnat de Shahu, el 1720 i el 1730 havia construït el palau de Shaniwarwada a la riba del Mutha; va fer construir diversos temples, ponts i altres edificis, incloent el Lakdi Pul, el temple de Parvati i els peths (barris) de Sadashiv, Narayan, Rasta i Nana.
El poder del peshwa va quedar greument afectat per la derrota a la tercera batalla de Panipat el 1761. El 1802, Poona fou ocupada per Jaswant I Rao Holkar en l'anomenada batalla de Poona que va donar pas a la segona Guerra Anglo-maratha de 1803-1805. El 1817 va esclatar la tercera Guerra Anglo-maratha i després de la derrota del peshwa a la batalla de Khadki (aleshores coneguda com a Kirkee) el 5 de novembre de 1817 els britànics van entrar a la ciutat.
L'estat maratha de Poona fou annexionat i incorporat com a districte a la presidència de Bombai, districte del qual la ciutat fou capital. Un gran cantonment (campament militar) fou construït a l'est de la ciutat. El 1857 Nana Sahib, fill adoptiu del darrer peshwa Baji Rao II, va dirigir la revolta ajudat per la rani Lakshmi Bai de Jhansi, i de Tantia Topi. La revolta fou reprimida en sang. La municipalitat de Poona es va establir el 1858.
A final de 1896 va patir una plaga de pesta bubònica que el febrer de 1897 assolava la població amb una mortaldat doble del normal; la meitat dels habitants van fugir. Es va formar un comitè especial contra la plaga sota l'oficial W. C. Rand, de l'Indian Civil Services i les tropes foren posades en estat d'emergència. A final de maig l'epidèmia estava sota control; el 22 de juny de 1897, a la tornada de la celebració de la coronació de la reina Victòria (Diamond Jubilee), W. C. Rand i el seu escorta tinent Ayerst, foren tirotejats i van morir, Ayerst immediatament i Rand de les ferides el dia 3 de juliol de 1897. Foren acusats els tres germans Chapekar que amb dos suposats còmplices, acusats del crim i de la mort de dos informants i l'intent de matar un policia, foren jutjats i penjats. Un altre suposat implicat i un noi en edat escolar foren condemnats a deu anys.
Després de la independència es va establir a la ciutat la National Defense Academy a Khadakwasla, i el National Chemical Laboratory a Pashan. També s'hi va establir el quarter del Southern Command de l'Exèrcit de l'Índia

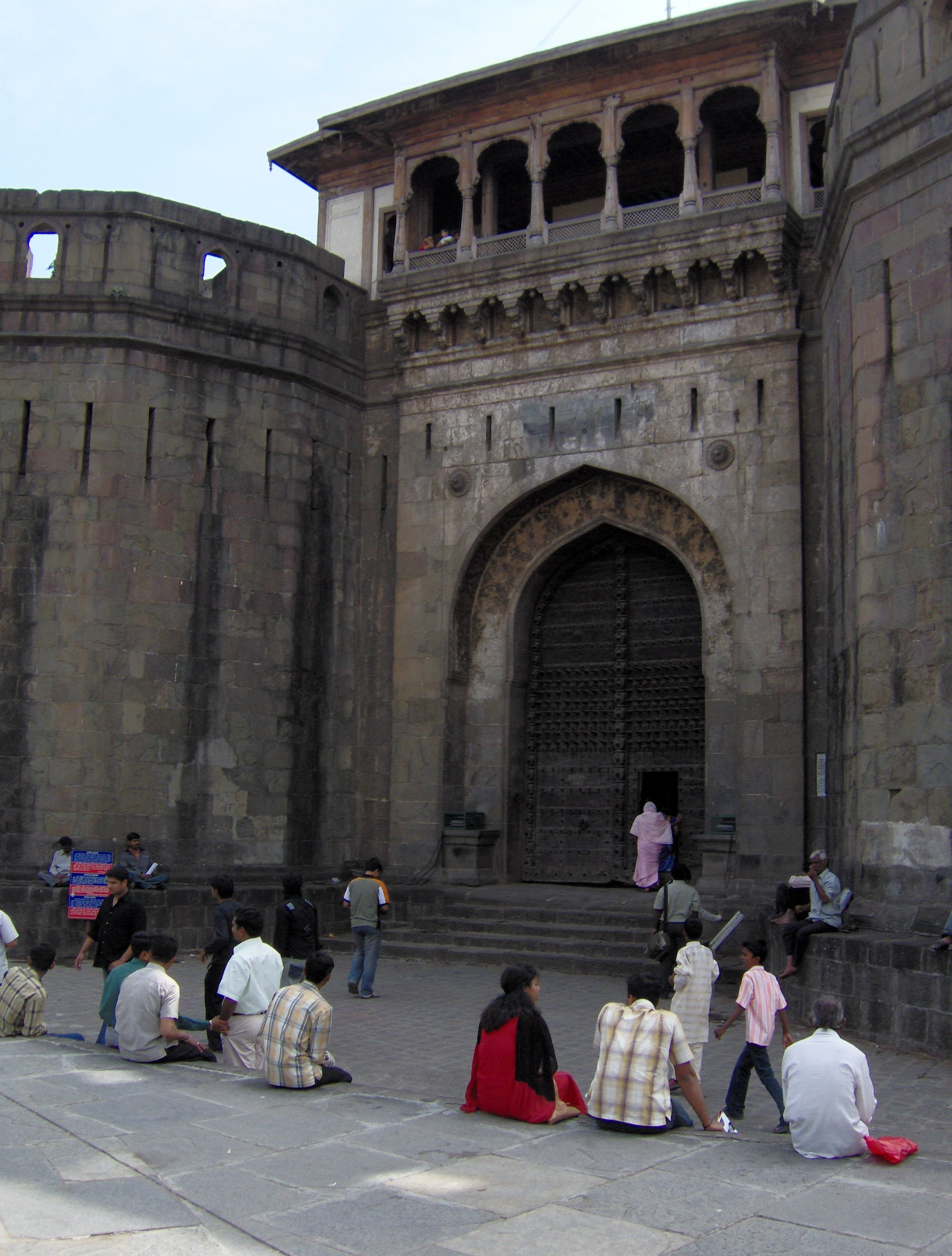
Shaniwar Wada

El juliol de 1961 fou afectada per una inundació que va destruir les parts velles i va permetre la seva modernització, que el 1966 ja estava en ple desenvolupament. El 1970 es va establir la Tata Motors i altres indústries d'enginyeria i automoció.

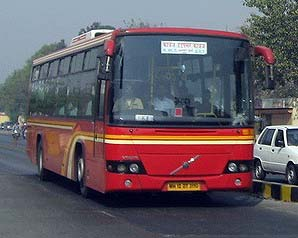
Pune Bus Rapid Transit System

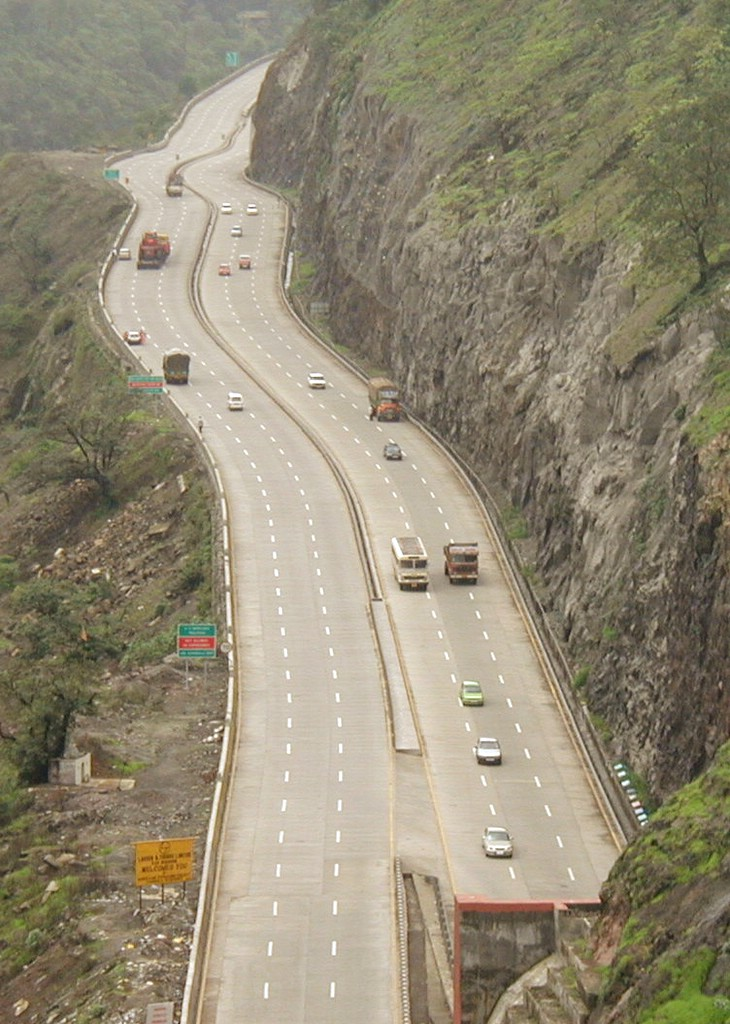
Mumbai-Pune Expressway a Khandala

## Aeroport
L'aeroport Internacional de Poona està situat a Lohegaon i està controlat per l'Autoritat d'Aeroports de l'Índia; el codi IATA és PNQ, i el codi ICAO és VAPO.

## Administració

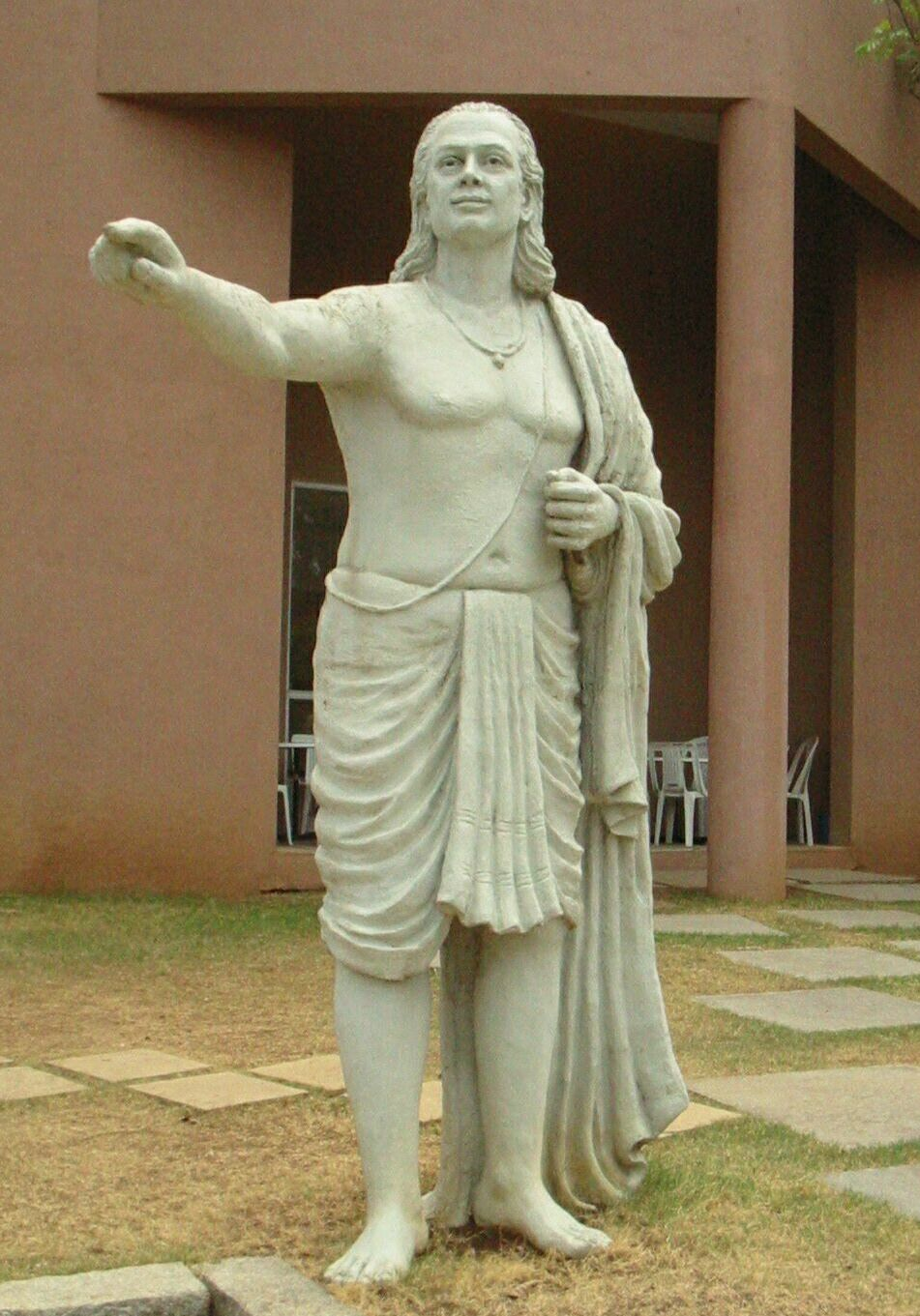
Estàtua d'Aryabhata

Està administrada per la Corporació Municipal de Poona amb 149 consellers elegits dirigits per un major (batlle) però amb el poder executiu en mans d'un Comissionat Municipal oficial del servei administratiu de l'Índia nomenat pel governador de Maharashtra. Dins l'Àrea Metropolitana de Poona hi ha no sols la corporació municipal de Poona sinó també la corporació municipal de Pimpri-Chinchwad, el consell del Cantonment de Kirkee (Khadki), el consell del cantonment de Poona i el consell del cantonment de Dehu Road. El 2008 entrava en vigor (segons una proposta de 1997) una Autoritat de Desenvolupament Regional Metropolità de Poona (Pune Metropolitan Regional Development Authority PMRDA) formada pels tres consells municipals de Pune, Primpi i Chinchwad, les coproracions i els altres consells municipals de Lonavala, Talegaon, Bhor, Shirur, Saswad, els tres cantonments i un centenar de pobles a l'entorn de la ciutat.

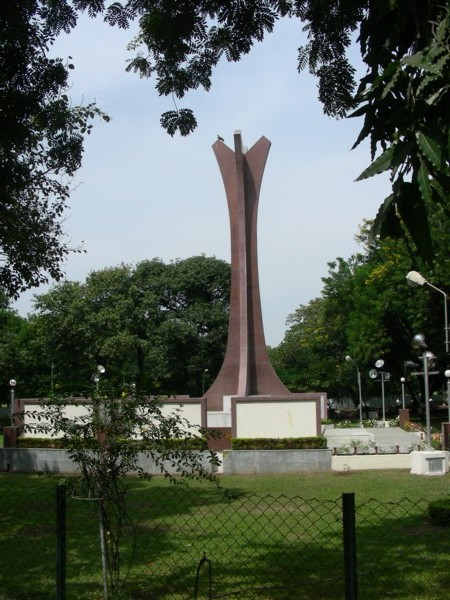
The National War Memorial al campament Militar de Poune prop de Ghorpadi, Maharashtra

## Demografia
- 1872: 118.886
- 1881: 129.751
- 1891: 161.390
- 1901: 111.381 (ja no es van incloure els 41.939 del campament militar i algun pobles menors)
- 1921: 133.227
- 1951: 488.419
- 1961: 606.777
- 1971: 856.105
- 1981: 1.203.351
- 1991: 1.566.651
- 2001: 2.540.069

La llengua general és el marathi, però molts entenen l'hindi i l'anglès. La població és maratha i braman amb una minoria maratha musulmana; hi ha un nombre considerable de parsis i sikhs.

## Temples i festes religioses
- Temple de Parvati
- Temple Chaturshringi

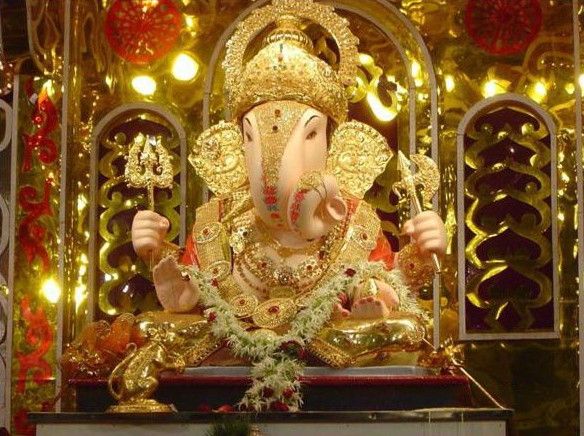
Temple Dagadusheth Halwai Ganapati

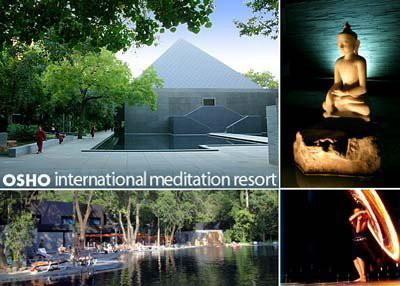
Osho Bhagwan Shree Rajneesh o International Meditation Resort a Pune

- Festival Navratri (generalment el setembre)
- Temple de la Kasba Ganapati (la deïtat tutelar de la ciutat) a Kasba Peth
- Temple Dashabhuja Ganapati
- Ganesh Chaturthi (festival de 10 dies celebrat des de 1884)
- Shrutisagar Ashram amb el temple de Dakshinamurthy
- Resort iInternacional de Meditació d'Osho àlies Bhagwan Shree Rajneesh (abans Bhagwan Shree Rajneesh)

## Altres llocs
- Temple a la roca de Pataleshwar
- Palau de l'Aga Khan
- Palau Shaniwarwada
- Palau de Lal Mahal
- Shinde Chhatri
- Fort de Sinhagad

- Raja Dinkar Kelkar Museum.
- Mahatma Phule Museum
- Babasaheb Ambedkar Museum.
- Pune Tribal Museum.
- National War Museum.
- Kamala Nehru Park.
- Sambhaji Park.
- Shahu Udyan (parc)
- Peshwe Park.
- Saras Baug (parc)
- Empress Garden.
- Bund Garden.

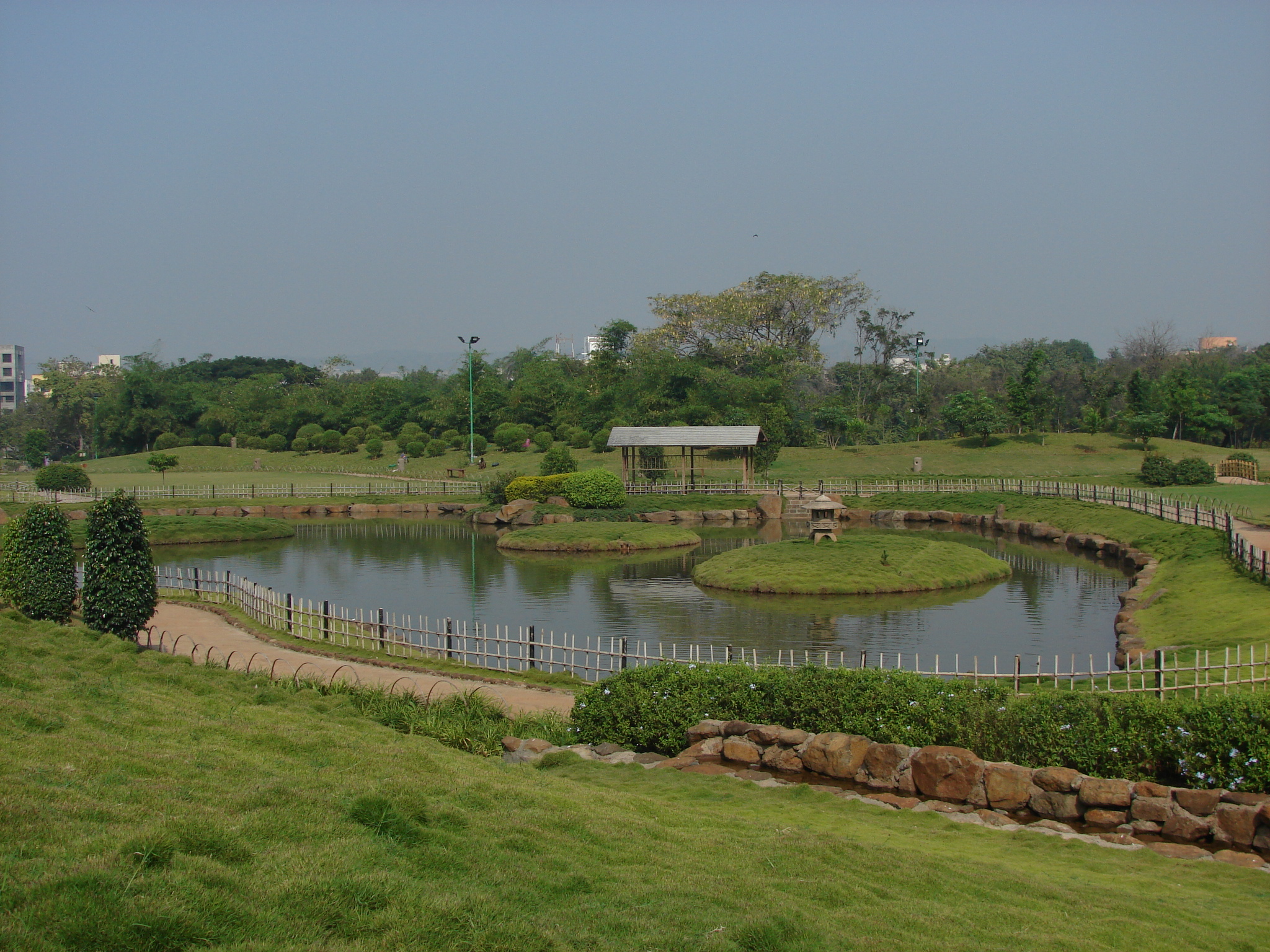
Pu. La. Deshpande Garden

- Pune-Okayama Friendship Garden rebatejat Pu La Deshpande Udyan, rèplica del Korakuen Garden d'Okayama al Japó
- Rajiv Gandhi Zoological Park.
- Sinagoga Ohel David

## Barris
Els principals barris o zones són:
- Central Pune, format per 17 peths o barriades, considerats la part vella
- Westside Pune (inner): amb Deccan Gymkhana, Erandwane i Shivajinagar a l'oest, Camp, Dhole-Patil Road i Koregaon Park a l'est, i Swargate, Parvati, Sahakarnagar, Mukundnagar, Maharshinagar, Gultekdi i Salisbury Park al sud (al nord queden els rius Mutha i Mula)
- Eastside Pune (outer): amb les àrees de Khadki, Aundh i Ganeshkhind al nord-oest, Kothrud i Paud Road a l'oest, Dattawadi, Sahakarnagar i Dhankawadi al sud-oest, Bibvewadi, Lullanagar, i Upper Kondhwa al sud-est, Yerwada (incloent Kalyani Nagar i Shastri Nagar) al nord-est, Vishrantwadi al nord, i Ghorpadi, Fatimanagar, Wanowrie i Hadapsar South a l'est.
- Suburbis: inclouen Baner i Pashan al nord-oest, Bavdhan i Warje a l'oest, Wadgaon, Dhayari i Ambegaon al sud-oest, Katraj, Lower Kondhwa, Undri i Mohammedwadi al sud-est, Hadapsar North, Mundhwa i Manjri a l'est, Wadgaon Sheri i Kharadi al nord-est, i Dhanori i Kalas al nord.

L'Àrea Metropolitana inclou les següents àrees la major part al nord-oest: 
- Pimpri-Chinchwad Municipal Corporation
  - Pimpri i rodalia: Chikhli, Kalewadi, Kasarwadi, Phugewadi, i Pimple Saudagar.
  - Chinchwad i rodalia: Thergaon, Tathawade, i Talawade.
- Sangvi i rodalia: Dapodi, Wakad, Hinjewadi, Pimple Nilakh, i Pimple Gurav.
- Bhosari i rodalia: Moshi, Dighi, Dudulgaon, i Charholi Budruk.
- Nigdi-Akurdi i rodalia: Ravet, Dehu Road i Somatne.

## Agermanaments
| Ciutat agermanada     | Estat        |
| --------------------- | ------------ |
| San José (Califòrnia) | Estats Units |
| Fairbanks             | Estats Units |
| Bremen                | Alemanya     |
| Tromsø                | Noruega      |
| Toyota                | Japó         |